# Parlamentswahl in der Republik Zypern 1985
- DISY: 19
- DIKO: 16
- AKEL: 15
- EDEK: 6

Die Parlamentswahl in der Republik Zypern 1985 zum Repräsentantenhaus fand am 8. Dezember 1985 statt.
Das Hauptthema der Wahl waren die gescheiterten Verhandlungen bei den Vereinten Nationen zwischen dem Präsidenten der Republik Zypern, Spyros Kyprianou, und Rauf Denktaş, dem Präsidenten des De-facto-Staates Nordzyperns.
Diese Wahlen waren die ersten für ein vergrößertes Repräsentantenhaus, da die Anzahl der Sitze in der Versammlung von 35 auf 56 erhöht wurde.

## Sitzverteilung
Im Folgenden die Änderung der Sitzverteilung aufgrund der Wahl 1985:
| Abkürzung | Griechischer Name                  | Deutscher Name                            | Ausrichtung                         | Sitze 1981 | Sitze 1985 |
| --------- | ---------------------------------- | ----------------------------------------- | ----------------------------------- | ---------- | ---------- |
| DISY      | Dimokratikos Synagermos            | Demokratische Sammlung                    | konservativ, christdemokratisch     | 12         | 19         |
| DIKO      | Dimokratiko Komma                  | Demokratische Partei                      | liberal, nationalistisch            | 8          | 16         |
| AKEL      | Anorthotiko Komma Ergazomenou Laou | Fortschrittspartei des werktätigen Volkes | kommunistisch                       | 12         | 15         |
| EDEK      | Kinima Sosialdimokraton            | Bewegung der Sozialdemokraten             | sozialdemokratisch, nationalistisch | 03         | 06         |

## Gesamtergebnis
| Partei                 | Partei                                                                         | Stimmen | %      | ±     | Sitze | ±   |
|                        | Dimokratikos Synagermos (Demokratische Sammlung)                               | 107.223 | 33,56  | +1,64 | 19    | +7  |
|                        | Dimokratiko Komma (Demokratische Partei)                                       | 88.322  | 27,65  | +8,15 | 16    | +8  |
|                        | Anorthotiko Komma Ergazomenou Laou (Fortschrittspartei des werktätigen Volkes) | 87.628  | 27,43  | −5,34 | 15    | +3  |
|                        | Kinima Sosialdimokraton (Sozialdemokratische Bewegung)                         | 35.371  | 11,07  | +2,9  | 6     | +3  |
|                        | Unabhängige                                                                    | 923     | 0,29   | +0,09 | 0     | ±0  |
| Gültige Stimmen        | Gültige Stimmen                                                                | 319.467 | 100,00 | –     | 56    | +21 |
| Ungültige Stimmen      | Ungültige Stimmen                                                              | 8.353   | 2,55   | –     | –     | –   |
| Abgestimmt/Beteiligung | Abgestimmt/Beteiligung                                                         | 327.820 | 94,60  | –     | –     | –   |
| Nichtteilnahme an Wahl | Nichtteilnahme an Wahl                                                         | 18.729  | 5,40   | –     | –     | –   |
| Registrierte Wähler    | Registrierte Wähler                                                            | 346.549 | –      | –     | –     | –   |